# Ranieri Simonelli
Ranieri Simonelli (Pisa, 30 dicembre 1830 – Campo, 1º dicembre 1911) è stato un architetto e politico italiano.

## Biografia
Nacque a Pisa nel 1830 da Antonio Simonelli, Gonfaloniere del periodo lorenese, ed ebbe quattro sorelle e due fratelli: Cesare, magistrato, e Tommaso, avvocato che fu anche Sindaco della città toscana. Si iscrisse all'Università cittadina nel 1846, partendo volontario due anni più tardi col battaglione toscano che combatté a Curtatone e Montanara. Nel 1851 conseguì la laurea in matematiche applicate e divenne insegnante alla corte del Granduca di Toscana.
Specializzatosi in architettura, diresse i lavori di costruzione del Teatro Nuovo cittadino, dal 1865 al 1867, e quelli di restauro del Palazzo Appiano nel 1871. Quest'ultimo lavoro venne commissionato da Vittoria Spinola, figlia di Vittorio Emanuele II e della "Bella Rosina", e portò alla trasformazione dell'edificio medievale in stile gotico, sostituendo le antiche finestre nelle attuali bifore e trifore ed aggiungendo una torre merlata in cotto.
Politico attivissimo, fece parte dei consigli comunale e provinciale di Pisa dal 1867 al 1880, nonché di numerosi comitati locali: fu segretario della società anonima per la realizzazione del Teatro Nuovo, progettandone la cupola autoportante, e s'interessò di opere d'arte, urbanistica, finanze, ferrovie, inondazioni dell'Arno e di vari altri problemi cittadini. 
Sempre nel 1867 fondò la succursale pisana della Banca del Popolo per poi fondarne una propria, denominata "R. Simonelli e C.", assorbendo le filiali della stessa Banca del Popolo di Pisa, Lari, Vicopisano e Volterra. La Banca Simonelli venne poi gestita dal fratello Tommaso e liquidata alla morte di quest'ultimo, avvenuta nel 1894. 
A livello nazionale, venne eletto deputato nel 1871 dal collegio di Lari, sconfitto nelle elezioni del 1874 e quindi nuovamente eletto nel 1876, partecipando complessivamente a sei legislature. Divenne anche Segretario Generale al Ministero dell'Agricoltura, dell'Industria e del Commercio dal 1881 al 1884, durante il quarto e il quinto governo Depretis. Nel 1892 fu delegato alla Conferenza Monetaria di Bruxelles.
Ritiratosi nella sua villa di Campo, nel comune di San Giuliano Terme, vi morì il 1º dicembre 1911, poche settimane prima di compiere 81 anni. Alla sua memoria era dedicato uno dei lungarni pisani e la via dove sorge la sua villa nel paese di Campo.